# Girls5eva
Girls5eva è una serie televisiva statunitense di genere commedia distribuita da Peacock TV a partire dal 6 maggio 2021 per le prime due stagioni, e da Netflix il 14 marzo 2024 per la sua terza e ultima stagione. La serie, che vede tra le attrici protagoniste Sara Bareilles, Busy Philipps, Paula Pell, Renée Elise Goldsberry, è stata ideata da Meredith Scardino.
La serie è stata candidata in numerose premiazioni televisive, tra cui ai Primetime Emmy Awards, Critics' Choice Television Award e Black Reel Awards.

## Trama

### Stagione 1
Le Girls5eva sono un girl group degli anni '90, composto da Dawn, Wickie, Summer, Gloria e Ashley, che ha ottenuto successo agli inizi degli anni 2000 con un singolo. Il brano rimane l'unico successo discografico del gruppo che viene presto dimenticato dall'industria dello spettacolo, portando le componenti del gruppo a tornare a vivere una vita fuori dai riflettori.
Dawn lavora presso il ristorante italiano del fratello e si è sposata con Scott, anche Summer si è sposata con Kev, ex cantante di una boy band, da cui divorzia, riuscendo a vivere una vita agiata, anche grazie al mantenimento della figlia Stevia. Gloria diviene una dentista di successo, sebbene la sua vita sentimentale sia segnata dal divorzio dall'ex moglie Caroline, mentre Wickie finge di avere una vita affascinante, ma in realtà è un'impiegata aeroportuale sottopagata. La storia della band è segnata inoltre dalla morte del quinto membro, Ashley, affogata in una piscina in circostanze mai chiarite.
Vent'anni dopo  il successo, un campionamento del famoso singolo del gruppo viene adoperato dal rapper Lil Stinker per un suo progetto musicale, ottenendo un buon riscontro in termini di vendite. Il gruppo viene chiamato ad esibirsi con il rapper, venendo nuovamente investito dalla notorietà mediatica. Le quattro donne decidono di riportare in vita le Girls5eva, ma incappano sia in problemi personali, dovuti al cambiamento di stile di vita, che discografici, poiché l'ex manager del gruppo Larry possiede tutti i diritti delle loro canzoni. Decidono quindi di affidarsi al cantautore Alf Musik per proporre nuovi brani, sebbene vi riesca solo nel momento in cui le quattro cantanti riescono a raccontarsi l'una alle altre, dissipando rancori e screzi.
L'influencer LGBTQ Zander e la talent manager Nance appoggiano la nuova ascesa del gruppo. Nonostante le cantanti concordano di non intraprendere un'attività da soliste, Wickie vede Dawn uscire da un incontro segreto con Nance, presumendo che si tratti di un accordo solista. In risposta alla supposizione Wickie accetta un lavoro come giudice del programma "American Warrior Singer". Tuttavia, quando i loro diversi progetti lavorativi le portano al "Jingle Ball Festival", Dawn, Wickie, Summer e Gloria decidono di esibirsi insieme con il brano "Four Stars", ottenendo un ottimo riscontro dal pubblico. Al termine dell'esibizione Gloria avanza la possibilità che Ashley abbia inscenato la sua morte.

### Stagione 2
Le Girls5eva ottengono un contratto con la Property Records, sotto la guida della manager Tate, che propone alle cantanti di registrare l'album in sei settimane. Il gruppo accetta, nonostante ciò porti a innumerevoli problemi nella gestione delle vite private delle cantanti. Al gruppo viene proposto di partecipare ad un evento per le nuove proposte dell'etichetta dove scoprono una boy band guidata dal loro ex manager Larry, il quale cerca di intimorirle. Le quattro amiche scoprono inoltre che l'etichetta controlla i loro telefoni, sequestrandoglieli, portando Gloria a tentare di recuperarli, rompendosi tuttavia un ginocchio.
L'ospedalizzazione di Gloria comporta a un rallentamento della promozione e realizzazione dell'album, ma Tate assicura loro che possono prendersi tutto il tempo di cui hanno bisogno. Subito dopo, la boy band di Larry si prende tutte le loro opportunità promozionali, vanificando l'ascesa delle Girls5eva.
Per il progetto discografico viene assunto Ray, ingegnere del suono, produttore discografico e cantautore, che mette in crisi il riolo di Dawn di compositrice e autrice del brani del gruppo, sebbene i due inizino ad avvicinarsi sentimentalmente. Nel mentre Wickie assume il ruolo di pubblicista del gruppo e intraprende una relazione con un personaggio famoso, di cui non rivela l'identità. Dawn e Wickie entrano inoltre in conflitto per interpretare con ruolo predominante alcuni brani, creando tensione nel gruppo.
Parallelamente Summer fatica a separarsi ufficialmente da Kev, tanto che i genitori di lei, Kris e Chris, intervengono consigliandole di non intraprendere nuove relazioni e concedersi una pausa. Summer inoltre spinge Gloria a flirtare con altre donne, ma rifiuta costantemente l'idea in ricordo della sua precedente relazione. Nel mentre Dawn inizia a segnalare sintomi misteriosi, portandola a preoccuparsi per la propria salute, tenendolo nascosto alle amiche.
Dopo che Gloria si riprende, le Girls5eva competono per fare da apripista al tour mondiale dei Collab, sebbene si confrontano per la possibilità di lasciare New York.

## Personaggi

### Principali
- Dawn, interpretata da Sara Bareilles, è sposata, ha un figlio e lavora nel ristorante italiano del fratello;[11][12]
- Summer, interpretata da Busy Philipps, ha una relazione complicata con suo marito e vive con la figlia Stevia;[12]
- Gloria, interpretata da Paula Pell, è una dentista e ha divorziato da sua moglie;[12]
- Wickie, interpretata da Renée Elise Goldsberry, impiegata aeroportuale che finge di vivere una vita agiata.[12]

### Personaggi secondari
- Scott, interpretato da Daniel Breaker, marito di Dawn e fanatico dell'esercizio fisico e dell'abbigliamento maschile[13]
- Larry Plumb, interpretato da Jonathan Hadary, lo squallido ex manager delle Girls5eva e fondatore della Plumb Management e Junk Removal[13]
- Ashley, interpretato da Ashley Park, quinto membro e l'autoproclamata "fun one" delle Girls5eva, elemento fondamentale della band, avendo fatto parte di sei precedenti girl group. È morta in un incidente in una piscina nel 2004 ed è stata commemorata con una panchina pagata dalle sue compagne di band.[14]
- Kev Hamlin, interpretato da Andrew Rannells, ex membro di una boy band e marito di Summer che lavora a Tampa, in Florida, come giornalista di spettacolo[15]
- Lil Stinker, interpretato da Jeremiah Craft, un rapper che campiona le Girls5eva e le riporta alla ribalta[13]
- Caroline, interpretata da Janine Brito, l'ex moglie di Gloria[13]
- Nick, interpretato da Dean Winters, fratello di Dawn e imprenditore di una catena di ristoranti di cucina italiana[13]
- Tate, interpretato da Grey Henson, giovane dirigente della nuova casa discografica di Girls5eva, la Property Records.[13][16]
- Ray, interpretato da Piter Marek, ingegnere del suono, produttore discografico e cantautore che aiuta le Girls5eva a scrivere il loro album[13][16]

### Ospiti
- Gloria ragazza, interpretata da Erika Henningsen[13]
- Alf Musik, interpretato da Stephen Colbert, eccentrico produttore musicale svedese che è stato dietro a molte delle loro canzoni nella prima parte della loro carriera.[13]
- Dolly Parton, interpretata da Tina Fey, che appare nell'immaginazione di Dawn per ispirarla a scrivere di nuovo canzoni[13]
- Zander, interpretato da Bowen Yang, un fan di Wickie che manipola il suo ego per il proprio tornaconto personale[13]
- Nance Trace, interpretata da Vanessa L. Williams, una famosa manager a cui Girls5eva si rivolge per gestirli dopo il licenziamento di Larry[17]
- Kris e Chris, interpretati da Amy Sedaris e Neil Flynn, i genitori di Summer che viaggiano per il paese in autobus. Fanno visita a Summer dopo che lei ha deciso di divorziare[18]

## Episodi
In Italia, le prime due stagioni della serie sono state distribuite su Sky Italia/Now TV nella sezione "Peacock". Successivamente, sono state ridistribuite da Netflix, che ha distribuito anche la terza e ultima stagione.
| Stagione         | Episodi | Prima TV originale | Prima TV Italia |
| ---------------- | ------- | ------------------ | --------------- |
| Prima stagione   | 8       | 2021               | 2022            |
| Seconda stagione | 8       | 2022               | 2022            |
| Terza stagione   | 6       | 2024               | 2024            |

## Produzione
Il 16 gennaio 2020, in occasione di un evento di presentazione agli investitori della Peacock TV, Tina Fey ha annunciato di essere produttrice esecutiva di una serie originale per il prossimo servizio di streaming. La serie è prodotta esecutivamente da Fey, Meredith Scardino, Robert Carlock, Jeff Richmond, David Miner ed Eric Gurian, attraverso le case di produzione Little Stranger, Bevel Gears, 3 Arts Entertainment e Universal Television. Nell'ottobre 2020 è stato annunciato che l'episodio pilota sarebbe stato diretto da Kat Coiro. Il 14 giugno 2021 Peacock ha rinnovato la serie per una seconda stagione.

## Colonna sonora
La maggior parte delle canzoni interpretate in Girls5eva sono state composte dal produttore da Jeff Richmond con testi di Meredith Scardino. Le canzoni sono state ispirate dalla musica degli anni '90, in particolar modo dai successi delle Destiny's Child, degli NSYNC e degli ABBA. L'album della colonna sonora è stato pubblicato il 6 maggio 2021, tramite Epic Records, con il titolo Girls5eva: Music from the Peacock Original Series.

## Riconoscimenti
Primetime Emmy Awards
- 2021 -  Candidatura alla miglior sceneggiatura per una serie commedia a Meredith Scardino per Pilot[3]

Black Reel Awards
- 2022 - Candidatura alla miglior attrice in una serie commedia a Renée Elise Goldsberry[27]
- 2022 - Candidatura alla miglior attrice ospite in una serie commedia a Vanessa L. Williams[27]
- 2022 - Candidatura alla miglior regia in una serie commedia a Chioke Nassor per Separ8 Ways[27]
- 2022 - Candidatura alla miglior sceneggiatura in una serie commedia a Anna Drezen e Azie Dungey per Separ8 Ways[27]

Critics' Choice Television Award
- 2022 - Candidatura alla miglior attrice in una serie commedia a Renée Elise Goldsberry[4]

Dorian Awards
- 2022 - Candidatura alla miglior serie commedia[28]

Television Critics Association Awards
- 2022 - Candidatura alla miglior serie commedia[29]
- 2022 - Candidatura alla miglior interpretazione individuale a Renée Elise Goldsberry[29]